# Marca Oriental de Saxònia
La Marca Oriental de Saxònia o Marca Oriental (Ostmark) (alemany: Sächsische Ostmark) fou un marca del Sacre Imperi Romanogermànic de la segona meitat del segle X fins al segle xii. El terme "Marca Oriental" o "Ostmark" ve del terme llatí marchia Orientalis i originalment es podria referir tant a una marca creada a la frontera oriental del ducat de Saxònia com un altre existent a la frontera oriental del ducat de Baviera; lal Marca Oriental de Baviera, corresponent a la posterior Àustria.
L'Ostmark fou creada per la segregació de la gran Marca Geronis de Geró després de la seva mort el 965. Com Geró havia mort sense successió les seves terres es van dividir per l'establiment de la del Nord entre els rius Elba i Oder, mentre la restant Marca Oriental de Saxònia va consistir en el territori del sud entre el Saale i el Bóbr o Bober, aproximadament corresponent a l'estat modern de Saxònia. L'emperador Otó I va concedir el títol de marcgravi al seu homònim Otó o Odó I.
Alhora la Marca de Meissen, la Marca de Merseburg i la Marca de Zeitz foren creades en la meitat del sud de la Ostmark. El 1002 el successor d'Otó, Geró II perdia la part oriental de la marca davant de Boleslau I de Polònia, no obstant això el fill de Boleslau, Miecislau o Mieszko II va haver de tornar el territori conquerit a l'emperador Conrad II el 1031. El 1046 el marcgravi Dedi I de la casa de Wettin va heretar la marca, i el seu fill i successor Enric I va rebre a més de l'emperador Enric IV la marca de Meissen el 1089. Les dues marques romangueren sota administració dels Wettin i més tard es convertirien en el nucli de l'Electorat de Saxònia.
Després que la Marca de Landsberg i la Marca de Lusàcia en foren segregats, les àrees restants s'uniren plenament al marcgraviat de Meissen el 1123. La darrera vegada que l'Ostmark i Lusàcia semblen separats és quan la primera fou rebuda per Enric de Groitzsch el 1128 i la segona va estar reservada fins al 1131. Enric de Groitzsch no obstant no es va poder imposar i pel 1136 la marca havia caigut a mans de Conrad de Meissen. Durant les diverses divisions de les terres Wettin, el territori es va dividir unes quantes vegades; la majoria del país va pertànyer en el futur a la línia ernestina de ducs de Saxònia.
El terme Osterland encara s'utilitza avui dia per descriure la regió històrica que era en el centre de la marca. Mentre que les fronteres de l'Ostmark canviaven freqüentment, en temps moderns el terme és acceptat generalment que significa l'àrea entre els rius Saale i Mulde.

## Llista de marcgravis
- Odó I, 965–993
- Gero II, 993–1015
- Thietmar, 1015–1030
- Odó II, 1030–1046
- Bolesław I de Polònia, el Valent, 1002–1025
- Mieszko II Lambert de Polònia, 1025–1031
- Dedi I, 1046–1075
- Dedi II, esmentat vers 1069
- Enric I, 1075–1103
- Enric II, 1103–1123
- Wiprecht, 1123–1124
- Albert de Brandenburg, 1123–1128
- Enric III, 1128–1135
- Conrad 1135
- Posteriorment coneguda com a Marca de Lusàcia.